# 유성의 록맨 2
《유성의 록맨 2》는 캡콤이 제작한 닌텐도 DS용 액션 롤플레잉 게임이다. 《유성의 록맨》 시리즈 두 번째 게임으로 일본서 2007년 11월 22일 처음 발매됐다. 서양 지역에선 《메가맨 스타 포스 2》라는 제목으로 발매됐다.
발매 시 버서커×시노비와 버서커×다이노소어 두 가지 버전으로 각각 발매됐다. 2008년 후속작 《유성의 록맨 3》가 출시됐다.

## 개발 및 출시
《유성의 록맨 2》은 2007년 4월 12일자 코로코로 코믹스 잡지에서 처음 발표됐으며, 《록맨 에그제》 시리즈처럼 일본서 독자가 제출하는 보스 디자인 콘테스트를 열 것을 예고했다.
일본판에는 성우가 연기한 목소리가 같이 수록됐으며 주인공 호시카와 스바루는 유성의 록맨 애니메이션과 똑같이 오우라 후유카가 담당했다. 북미 및 유럽판에서는 목소리가 수록되지 않았다.

## 반응
발매 첫 주에 일본에서 《유성의 록맨 2》두 가지 버전 각각 37,000 가량의 판매량을 기록했다. 2007년 말까지 두 가지 버전 합쳐서 총 판매량이 약 225,221장이었으며 2008년 말까지 291,962장의 판매량을 거뒀다.

## 참조
1. ↑  일본어: 流星のロックマン2
2. ↑  영어: Mega Man Star Force 2